# 吉田裕美子
吉田 裕美子（よしだ ゆみこ、1971年1月3日 - ）は、日本の元タレント。埼玉県出身。身長157cm。体重48kg。

## 経歴
おニャン子クラブ会員番号45番のメンバーとしてデビュー。フジテレビ『夕やけニャンニャン』でのオーディション参加当時は特に進路希望がなく、「クラブ活動希望」としつつもメンバー入りした。
1987年3月20日に『夕やけニャンニャン』で行われた第4回卒業式でおニャン子クラブを卒業。その後もアイドル雑誌の巻頭グラビアを飾ったりドラマに出演したりと芸能活動を続けていたが、後に芸能界を引退した。

## 出演

### 映画
- ファンシィダンス（1989年、大映） - たまこ 役

### テレビドラマ
- いけない女子高物語（1990年、日本テレビ）

### コマーシャル
- ビーフパイ100（1987年、ファミリーマート）